# Hof (Oberviechtach)
Hof ist ein Gemeindeteil der Stadt Oberviechtach im Oberpfälzer Landkreis Schwandorf (Bayern).

## Geographische Lage
Hof liegt am nordwestlichen Stadtrand von Oberviechtach an der Straße von Oberviechtach nach Teunz.

## Geschichte
Das Dorf Hof war schon in sehr früher Zeit besiedelt, sein genaues Alter ist nicht feststellbar.
Die aus großen Steinquadern gebaute romanische St.-Ägidius-Kapelle wurde um 1150 errichtet.
Sie ist das einzige erhaltene romanische Bauwerk der Gemeinde Oberviechtach. Allerdings wurde an ihr in neuerer Zeit einiges verändert: Den ursprünglichen Seiteneingang verlegte man an die Frontseite, aus der ein Rundfenster herausgebrochen wurde. Die Fensteröffnungen wurden vergrößert, ein Giebeltürmchen wurde aufgesetzt. Das schmale Chorfensterchen ist noch original.
1840 wurde Hof vom Landgericht Neunburg vorm Wald in das neu geschaffene Landgericht I. Klasse Oberviechtach eingegliedert.
Zum Stichtag 23. März 1913 (Osterfest) wurde Hof als Teil der Pfarrei Oberviechtach mit 10 Häusern und 57 Einwohnern aufgeführt.
1946 wurde Hof nach Oberviechtach eingemeindet.
Am 31. Dezember 1990 hatte Hof 55 Katholiken und gehörte zur Pfarrei Oberviechtach.